# Aphonopelma chalcodes
Aphonopelma chalcodes är en spindelart som beskrevs av Chamberlin 1940. Aphonopelma chalcodes ingår i släktet Aphonopelma och familjen fågelspindlar. Inga underarter finns listade i Catalogue of Life.

## Bildgalleri

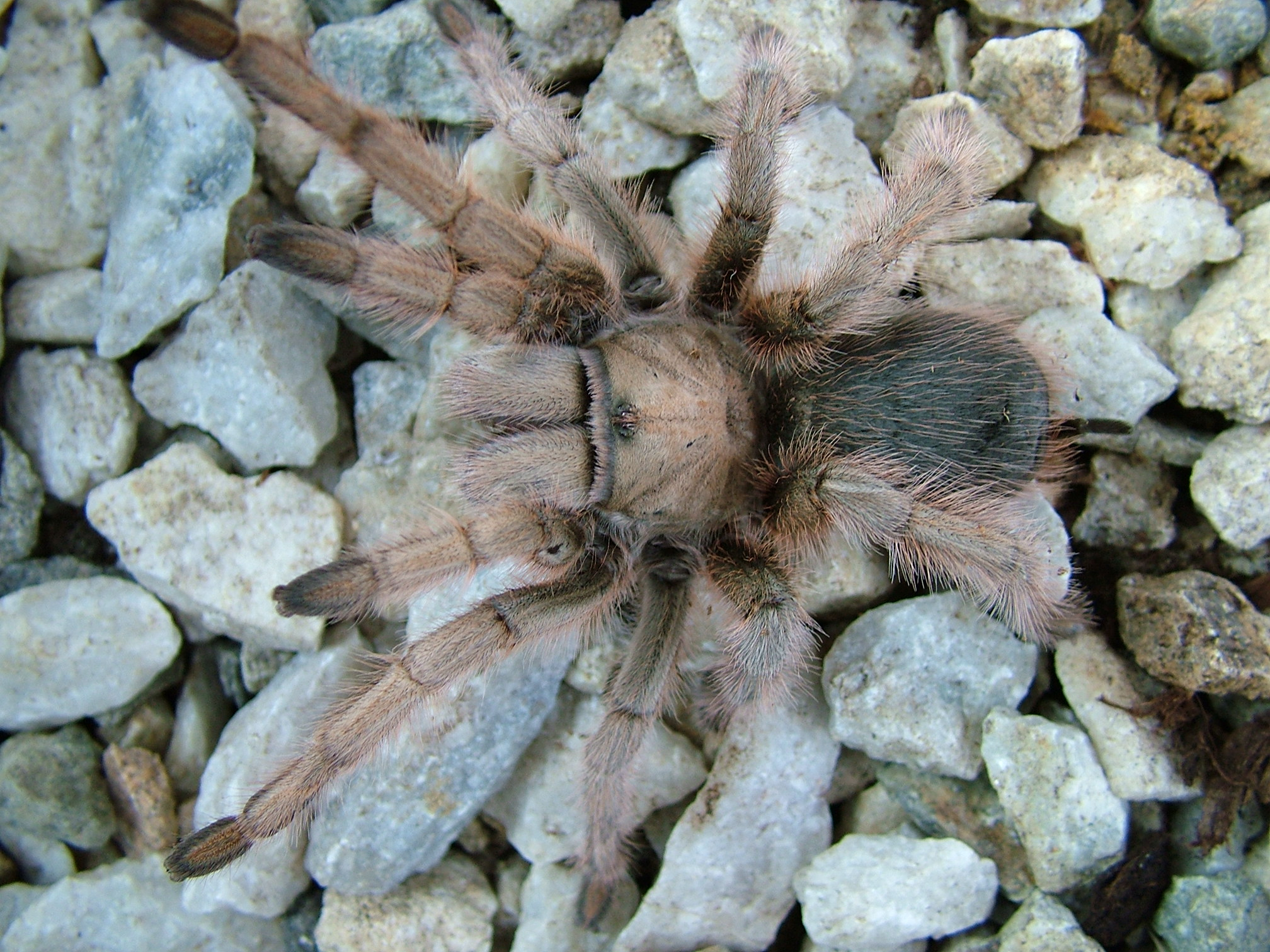
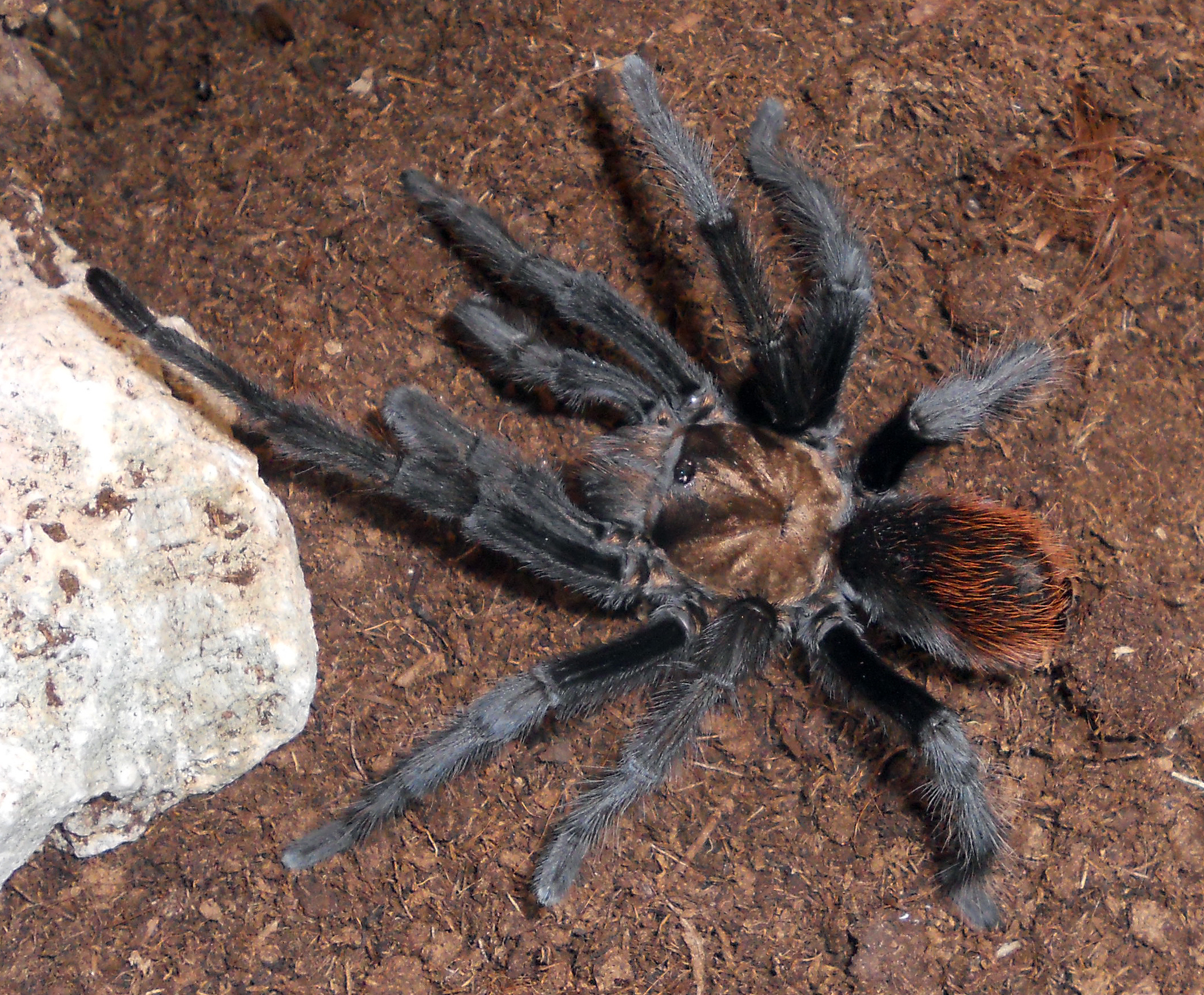
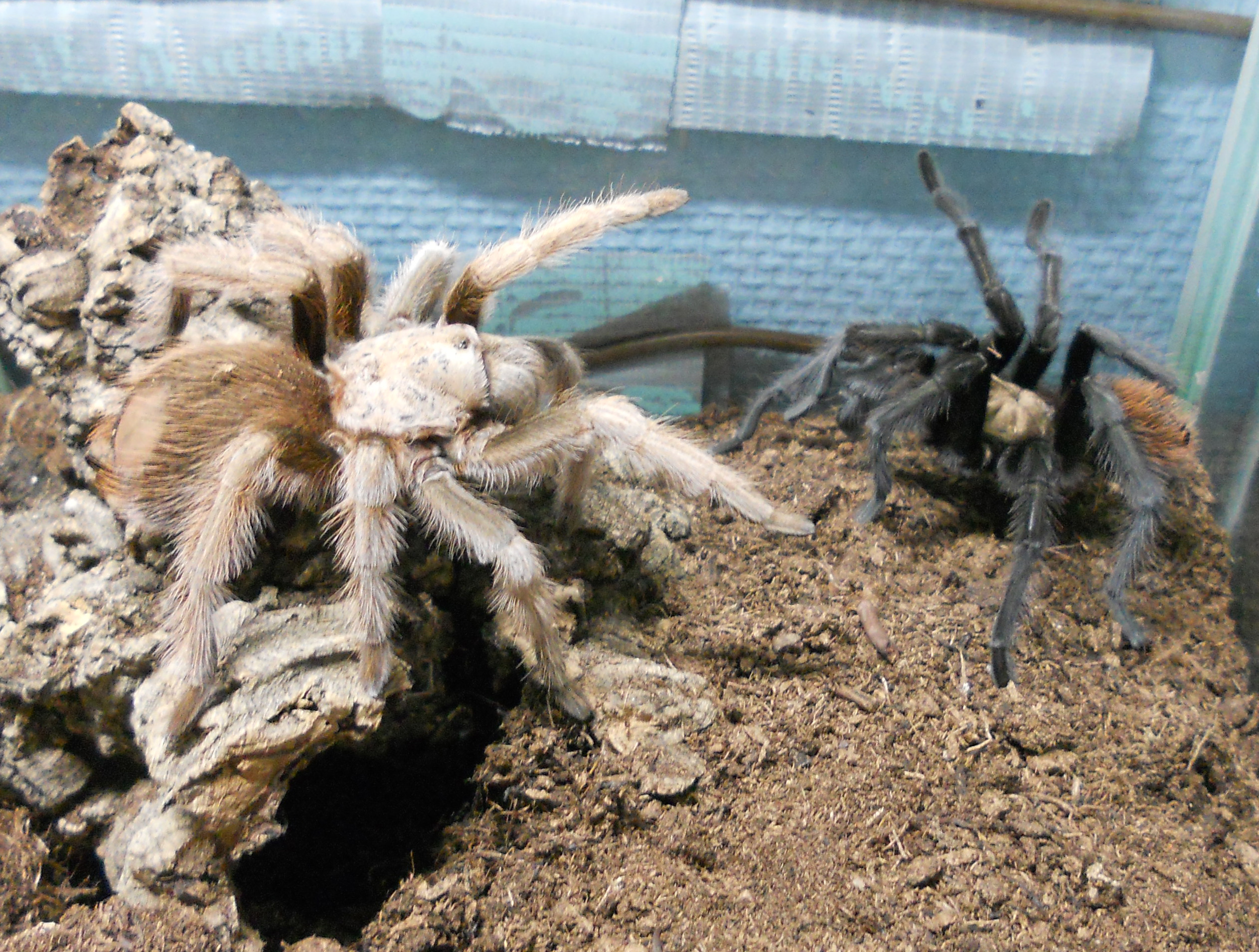
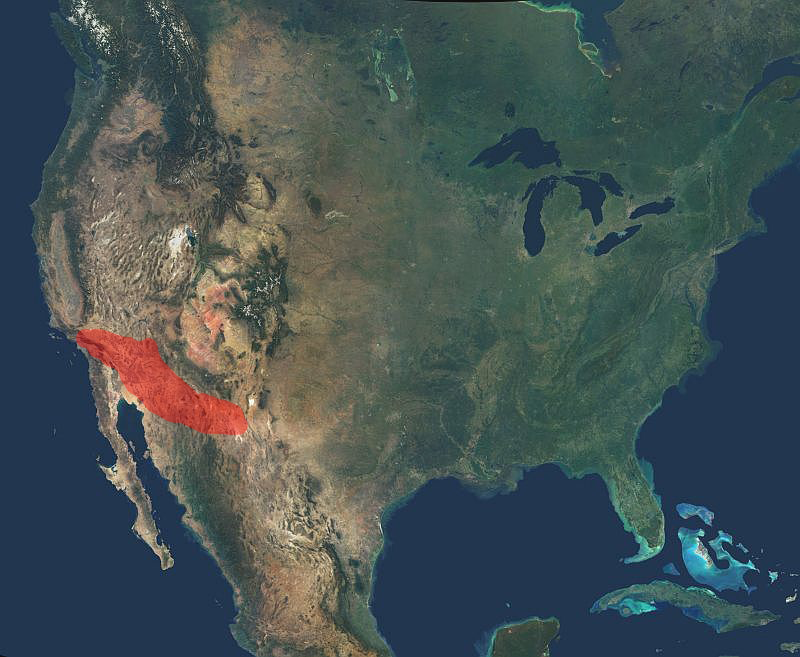